# Quốc kỳ New Zealand
Quốc kỳ New Zealand (tiếng Māori: Te haki o Aotearoa), còn được gọi là Cờ hiệu New Zealand, là lá cờ dựa trên Cờ hiệu hàng hải của Anh – một lá cờ màu xanh với quốc kỳ Liên hiệp Anh ở góc phía trên – cùng với bốn ngôi sao màu đỏ nằm giữa bốn ngôi sao màu trắng, tượng trưng cho chòm sao Nam Thập Tự.
Quốc kỳ đầu tiên của New Zealand được quốc tế chấp nhận là cờ của Liên hiệp các bộ tộc New Zealand, được thông qua vào năm 1834, sáu năm trước khi New Zealand tách khỏi New South Wales và trở thành một thuộc địa riêng biệt sau khi ký kết Hiệp ước Waitangi năm 1840. Lá cờ bởi một hội đồng các thủ lĩnh người Maori tại Waitangi lựa chọn vào năm 1834, có hình thánh giá của Thánh George với một cây thánh giá khác ở góc có bốn ngôi sao trên nền màu xanh lam. Sau khi thành lập thuộc địa vào năm 1840, cờ hiệu của Anh bắt đầu được sử dụng. Quốc kỳ hiện tại được thiết kế và thông qua để sử dụng trên các con tàu của thuộc địa vào năm 1869, nhanh chóng trở thành làm quốc kỳ của New Zealand và được công nhận theo luật định vào năm 1902.
Trong nhiều thập kỷ đã có cuộc tranh luận về việc thay đổi quốc kỳ. Năm 2016, một cuộc trưng cầu dân ý ràng buộc hai giai đoạn về việc thay đổi quốc kỳ đã diễn ra với việc bỏ phiếu ở giai đoạn cuối cùng thứ hai kết thúc vào ngày 24 tháng 3. Trong cuộc trưng cầu dân ý này, nước này đã bỏ phiếu giữ lá cờ hiện tại với tỷ lệ 57% so với 43%.